# Resolución 375 del Consejo de Seguridad de las Naciones Unidas
La resolución 375 del Consejo de Seguridad de las Naciones Unidas, adoptada por unanimidad 22 de septiembre de 1975, después de examinar la solicitud de Papúa Nueva Guinea para la membresía en las Naciones Unidas, el Consejo recomendó a la Asamblea General que Papúa Nueva Guinea fuese admitida.